# Тихе серце (фільм, 2019)

## Про фільм
Драма «Тихе серце» — це рімейк однойменної данської стрічки 2014 року Білле Аугуста — володаря премії «Оскар» за кращий фільм іноземною мовою-1987. Режисурою займався Роджер Мічелл. Під впливом сюжету, учасники знімальної групи зробили собі однакові татуювання; ініціатором стала Сьюзен Сарандон.

## Стислий зміст
У родинному маєтку збираються на вихідні три покоління. Матір сімейства Лілі смертельно хвора. Аби не продовжувати свої страждання, вона хоче добровільно піти з життя.
Евтаназія вже запланована, вона відбудеться одразу після того, як діти та онуки від'їдуть. Прощання із мамою, бабусею та просто найкращим другом мало відбутися у теплій домашній атмосфері — вона так хоче.
Однак доньки не готові залишитися без матері й на поверхню виходять давні спогади. Це матиме непередбачувані наслідки.

## Знімались
- Сьюзен Серендон — Лілі
- Кейт Вінслет — Дженніфер
- Міа Васіковська — Анна
- Сем Нілл — Пол
- Ліндсі Дункан — Елізабет
- Рейн Вілсон — Майкл
- Бекс Тейлор-Клаус — Кріс